# تاتو وانهانن
تاتو وانهانن، (۱۷ آوریل ۱۹۲۹–۲۲ اوت ۲۰۱۵)، دانشمند علوم سیاسی، جامعه‌شناس و نویسنده فنلاندی بود.
او استاد علوم سیاسی در دانشگاه تامپره فنلاند بود. وانهانن با ریچارد لین نویسنده کتبی چون نابرابری جهانی (۲۰۰۶)، تضادهای قومی (۱۹۹۹) و تعدادی کتاب دیگر بودند.
وانهانن پس از مطالعه زیست‌شناسی فرگشتی ادوارد ویلسون به زیست‌شناسی تکاملی علاقه نشان داد و بعدها در حرفه‌اش دربارهٔ هوش و نابرابری نوشت. او از به‌کارگیری روش‌های تکاملی و ژنتیکی در علوم اجتماعی حمایت کرد؛ با این حال، بیشتر کارهای آکادمیک او به دموکراسی‌سازی می‌پرداخت که با روش‌های مقایسه‌ای بین‌المللی مطالعه کرده بود. وانهانن به خاطر شاخصِ دموکرات بودنش، شناخته شده بود.
تاتو وانهانن با آنی تیهونن ازدواج کرد و صاحب سه پسر شد. یکی از پسرانش، ماتی وانهانن، از سال ۲۰۰۳ تا ۲۰۱۰ نخست‌وزیر فنلاند بود.